# Crucero
Crucero ist eine Ortschaft im Departamento Oruro im Hochland des südamerikanischen Andenstaates Bolivien.

## Lage im Nahraum
Crucero ist zentraler Ort des gleichnamigen Kanton Crucero im Municipio Totora in der Provinz San Pedro de Totora. Die Ortschaft liegt auf einer Höhe von 3903 m am linken, westlichen Ufer des Río Sulloma, 70 Kilometer nordöstlich des Stratovulkans Sajama, mit 6542 m höchster Berg Boliviens.

## Geographie
Crucero liegt auf dem bolivianischen Altiplano zwischen den Anden-Gebirgsketten der Cordillera Occidental im Westen und der Cordillera Central im Osten. Das Klima der Region ist ein typisches Tageszeitenklima, bei dem die mittlere Temperaturschwankung im Tagesverlauf deutlicher ausfällt als im Jahresverlauf.
Die Jahresdurchschnittstemperatur der Region liegt bei 7 °C (siehe Klimadiagramm Curahuara de Carangas), die Monatswerte schwanken nur unwesentlich zwischen 4 °C im Juni/Juli und 9 °C von November bis März. Der Jahresniederschlag beträgt etwa 330 mm, die Monatsniederschläge liegen zwischen unter 10 mm in den Monaten April bis August und 90 mm im Januar.

## Verkehrsnetz
Crucero liegt 141 Straßenkilometer westlich von Oruro, der Hauptstadt des gleichnamigen Departamentos.
Von Oruro aus führt die unbefestigte Nationalstraße Ruta 31 in westlicher Richtung über La Joya, Huayllamarca und Totora direkt nach Crucero und weiter nach Curahuara de Carangas. Sie trifft vier Kilometer nördlich von Curahuara auf die Ruta 4, die von Tambo Quemado an der chilenischen Grenze nach Patacamaya führt, welches wiederum an der Ruta 1 liegt, auf halber Strecke zwischen dem Regierungssitz La Paz und Oruro.

## Bevölkerung
Die Einwohnerzahl von Crucero ist in den vergangenen beiden Jahrzehnten geringfügig zurückgegangen:
| Jahr | Einwohner | Quelle       |
| ---- | --------- | ------------ |
| 1992 | 118       | Volkszählung |
| 2001 | 142       | Volkszählung |
| 2012 | 107       | Volkszählung |
| 2024 |           | Volkszählung |

Die Region weist einen hohen Anteil an Aymara-Bevölkerung auf, im Municipio San Pedro de Totora sprechen 97,0 Prozent der Bevölkerung Aymara.